# Bokrači
Bokrači (madžarsko Bokrács, domače poimenovanje Bókreči) so naselje v občini Puconci. Z okrog 70 prebivalci so ena najmanjših vasi v občini. Do reorganizacije lokalne samouprave v Sloveniji so bili Bokrači vključeni v občino Murska Sobota.

## Zemljepis
Bokrači so od občinskega središča Puconci oddaljeni 7 km, od Murske Sobote 12 km. V glavnem razloženo naselje leži vzhodno od Vaneče (3 km) in Doline na hrbtu slemena. Nadmorska višina naselja je od 235 m do 300 m. Nekaj hiš je na sosednjem spodnjem slemenu onstran plitve grape. Naselje se deli v Spodnje Bókrače ali Spodnjo ves na jugu in v Zgornje Bókrače ali Zgornjo ves na severu.

## Poimenovanje
Bokrači se v pisnih virih omenjajo leta 1355 kot Volkarach, ter kot Bolrah leta 1359 in Wolcrach leta 1370. Iz srednjeveških transkripcijah je razvidno, da ime izhaja iz Bolkrači, verjetno pluralne oblike osebnega imena Bolkrač, za katerega se domneva, da je hipokoristik nemškega imena s korenom  folk (iz tega izhajata nemško ime Volker in slovensko ime Volkar). Ime bi se torej nanašalo na zgodnjega prebivalca kraja. Manjša verjetnost je, da ime izhaja iz slovanskega hipokoristika V'lkorač'. V lokalnem narečju je vasica znana kot Bokreči.

## Kmetijska dejavnost
Vzpeti deli vaškega ozemlja so ilovnato-lapornati, ob potoku peščeni. Njive so vglavnem na vzhodnih pobočjih, kjer sta glavni poljščini pšenica in koruza. Nekaj je tudi vinogradov, predvsem v Zgornjih Bókračih. Travniki so na deloma zamočvirjenih tleh ob potoku. Mešani gozd delno razmejuje Zgornje in Spodnje Bókrače. Poglavitne drevesne vrste so bor,bukev in akacija. Prevladuje mesna živinoreja.
V novem času se prebivalci ukvarjajo tudi s turistično dejavnostjo.

## Zanimivosti
Nekaj hiš je še lesenih, nekaj tudi praznih. Katoliško pokopališče z leseno kapelico je na Zavečnjeku, evangeličansko z zidano kapelico pa je v Spodnji vesi. Pogostnejši priimki so Fartelj, Rituper in Vukan. Zaradi odseljevanja se število prebivalcev manjša.